# A/B-Schule
A/B-Schulen, genauer Flugzeugführerschulen A/B, kurz FFS (A/B), dienten in der Luftwaffe von 1935 bis 1944 der fliegerischen Grundausbildung von Anwärtern des fliegenden Personals. Die Bezeichnung A/B ergab sich aus den an den Schulen zu erwerbenden Flugzeugführerscheinen A1, A2, B1 und B2 für Landflugzeuge. Für Seeflugzeuge waren dies die Scheine A1, A2 und B. Für die Ausbildung auf mehrmotorigen Flugzeugen dienten die C-Schulen.

## Flugzeugklassen der A/B-Schulen
Die Flugzeugführerklassen korrespondierten mit den entsprechenden Flugzeugklassen, wobei für Seeflugzeuge bei den Klassen A1 und A2 erhöhte Gewichtswerte galten. Die Klassen B1 und B2 waren bei den Seeflugzeugen in einer Klasse B zusammengelegt. Die nachstehende Einteilung galt von 1935 bis 1944.
| Klasse           | Besatzung | Gesamtgewicht für Landflugzeuge (Gesamtgewicht für Seeflugzeuge) | Triebwerke | Kennzeichen       |
| ---------------- | --------- | ---------------------------------------------------------------- | ---------- | ----------------- |
| A1               | 1–2       | bis zu 500 kg (600 kg)                                           | 1          | D-YAAA bis D-YZZZ |
| A2               | 1–3       | bis zu 1000 kg (2200 kg)                                         | 1          | D-EAAA bis D-EZZZ |
| B1               | 1–3       | bis zu 2500 kg                                                   | 1          | D-IAAA bis D-IZZZ |
| B2               | 4–6       | bis zu 2500 kg                                                   | 1          | D-OAAA bis D-OZZZ |
| B (Seeflugzeuge) | 1–4       | bis zu 5000 kg                                                   | 1          | D-IAAA bis D-IZZZ |

## Geschichte
In den Jahren 1933 bis 1935 wurden die bestehenden zwölf Sportfliegerschulen auf die sechs Luftkreiskommandos aufgeteilt. Im Herbst 1935 wurden die Schulkommandos umbenannt in Kommando der Fliegerschulen/Land, Kommando der Fliegerschulen/See und Blindflugschulen. In der Zeit zwischen 1936 und 1939 entstanden die Luftkriegsschulen, das Nationalsozialistische Fliegerkorps (NSFK) und die Fliegerersatzabteilungen (FEA). Die Deutsche Verkehrsfliegerschule (DVS) wurde 1935 in die Luftwaffe eingegliedert. Nach einigen Umorganisationen entstanden ab Ende 1938 Flieger-Ausbildungsregimenter (FAR), denen jeweils eine Schule zur fliegerischen Anfängerausbildung angeschlossen war. Beginnend im August 1940 wurden diese Schulen zu selbständigen A/B-Schulen. Später teilte man die A/B-Schulen in ihre A- und B-Komponenten und stellte dafür jeweils eigene Schulen auf.
Als Sollbestand waren für die A2-Schulelemente 45, für die B1-Schulen 21 und für die B2-Schulen 30 Flugzeuge vorgesehen. Tatsächlich sind A/B-Schulen bekannt geworden, die über 100 Flugzeuge, unter anderem auch Beuteflugzeuge in ihrem Bestand hatten.

## Ausbildungsgang

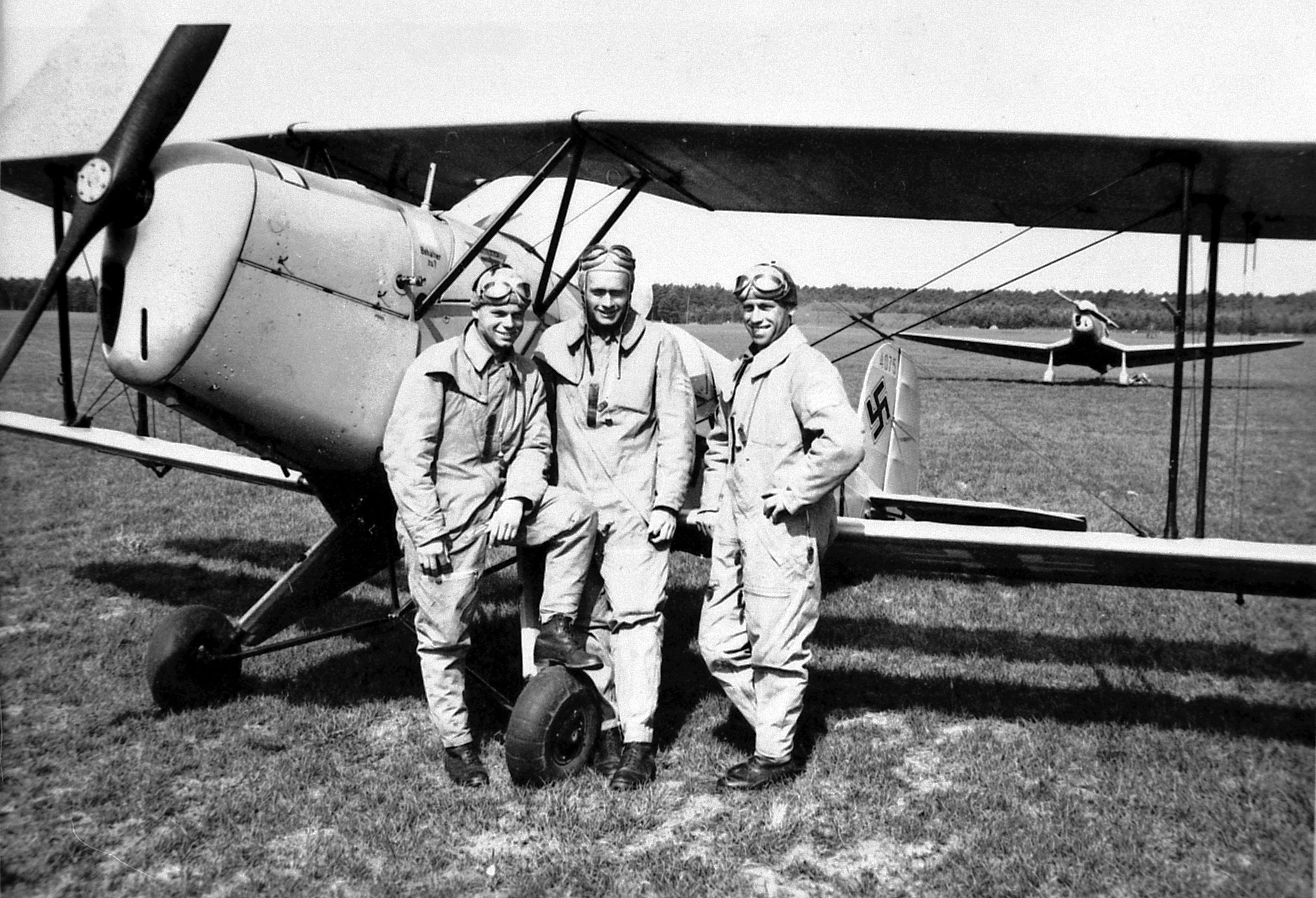
Flugschüler einer FFS A/B, rechts Heinrich Ehrler, späterer Kommodore des Jagdgeschwaders 5

Alle Anwärter für einen fliegerischen Dienst in der Luftwaffe, einschließlich der Bodenmannschaften, wurden zuerst einer Fliegerersatzabteilung (FEA) zugewiesen. Nach dem Durchlaufen der FEA wurden die für eine Flugausbildung als geeignet angesehenen Rekruten für zwei Monate einer Fluganwärterkompanie zugewiesen. Hier wurden allgemeine fliegerische Fächer unterrichtet. Es erfolgte hier eine sechs bis zwölfmonatige Grundausbildung, wobei der Unterricht an Funkgeräten und Kartenlesen die einzigen fliegerischen Aspekte darstellten. Im späteren Kriegsverlauf wurden diese Phase auf zwei oder drei Monate verkürzt.
Anwärter für eine Offizierslaufbahn setzten ihre Ausbildung auf einer Luftkriegsschule fort. Alle anderen Anwärter wurden einer Flugzeugführerschule A/B (FFS A/B) zugewiesen und erhielten dort eine sich über 100 bis 150 Flugstunden erstreckende Anfängerschulung auf Flugzeugen der Klassen A2 und B1/B2. Gegen Kriegsende reduzierte sich die Flugstundenzahl auf nur noch 40. Die ersten fünf Stunden waren mit Fluglehrer, wonach sich etwa 25 Stunden im Alleinflug zum Üben von Start und Landungen und Platzrunden anschlossen. Das hierfür eingesetzte Flugzeugmaterial bestand in der Regel aus robusten Bücker- und Klemmbaumustern. Da diese fast durchgehend zweisitzig waren, stand am Ende der Ausbildung fast immer der Luftwaffen-Flugzeugführerschein A2. Der A1-Schein konnte nur in einsitzigen Flugzeugen erworben werden.
Nach dem erfolgreichen Abschluss der Schulung gab es verschiedene Optionen für die weitere Ausbildung, abhängig von der Beurteilung der Fluglehrer und den Vorstellungen der Flugschüler. Zukünftige Jagdflugzeugpiloten wurden an Jagdfliegerschulen abgeordnet, Sturzkampfbomberpiloten gingen an Stuka-Vorschulen, Piloten für Bomben- und Aufklärungsflugzeuge wurden weiter an C-Schulen ausgebildet.